# Apóstolos Kaldáras
Apóstolos Kaldáras (en grec moderne : Απόστολος Καλδάρας) est un compositeur de musique grec né le 7 avril 1922 à Trikala et mort le 8 avril 1990. Il y a appris le bouzouki.
Il déménagea pour Athènes en 1946 où il composa son premier succès Νύχτωσε χωρίς φεγγάρι.
Il a notamment travaillé avec Apóstolos Nikolaïdis, Háris Alexíou, Georges Dalaras, Elefthería Arvanitáki, Yánnis Poulópoulos.

## Albums
- Mikra Asia de Háris Alexíou, avec Georges Dalaras
- Eleftheria Arvanitaki d'Eleftheria Arvanitaki